# Nienstädt
Nienstädt est une commune allemande de l'arrondissement de Schaumbourg, Land de Basse-Saxe.

## Géographie

### Situation
Nienstädt se situe au nord du Bückeberg, sur la Bundesstraße 65.

### Communes limitrophes
| Helpsen | Stadthagen   |            |
|         | Nienstädt    | Stadthagen |
|         | Obernkirchen |            |

### Quartiers
La commune comprend les quartiers de Sülbeck, Liekwegen, Wackerfeld et Meinefeld.

## Histoire
Nienstädt est créé au Moyen Âge. Il est mentionné entre 1153 et 1170 comme un don de l'évêché de Minden sous le nom de « Nienstide ». En 1554, on mentionne la première extraction de charbon.
Sülbeck est mentionné entre 1055 et 1080 selon les historiens sous le nom de « Sullethe ». La première zone minière est mentionnée en 1540. Elle perd son statut de commune indépendante en juillet 1968 pour fusionner avec Nienstädt.
Liekwegen est créé par des travailleurs de Sülbeck et Nienstädt. Le village est mentionné en 1610. Lors de la division du comté de Schaumbourg en 1640, il est rattaché à la Hesse-Cassel.
Wackerfeld et Meinefeld datent également du Moyen Âge. Ils sont mentionnés entre 1153 et 1170 comme des dons à l'évêché de Minden sous le nom de « Wackeruelde » et « Eillenuelde ».

## Source, notes et références
- (de) Cet article est partiellement ou en totalité issu de l’article de Wikipédia en allemand intitulé « Nienstädt » (voir la liste des auteurs).